# زاعجة إفريقية
الزاعجة الإفريقية أو البعوضة الإفريقية (الاسم العلمي: Aedes africanus)، نوع من البعوض الموجودة في قارة إفريقيا باستثناء مدغشقر. الزاعجة المصرية والزاعجة الإفريقية هما النوعان الرئيسيان الناقلان للحمى الصفراء في زامبيا. تم العثور على الزاعجة الأفريقية بشكل رئيسي في الغابات الاستوائية غير القريبة من الأراضي الرطبة.